# تشارلز هتشيسون
تشارلز هتشيسون (بالإنجليزية: Charles Hutchison)‏ (و. 1879 – 1949 م) هو ممثل، ومخرج أفلام، وكاتب سيناريو، وممثل أفلام أمريكي، ولد في بيتسبرغ، توفي في هوليوود، عن عمر يناهز 70 عاماً.

## وصلات خارجية
- تشارلز هتشيسون على موقع IMDb (الإنجليزية)
- تشارلز هتشيسون على موقع أول موفي (الإنجليزية)
- تشارلز هتشيسون على موقع قاعدة بيانات برودواي على الإنترنت (الإنجليزية)
- تشارلز هتشيسون على موقع قاعدة بيانات الأفلام السويدية (السويدية)
- تشارلز هتشيسون على موقع قاعدة بيانات الفيلم (الإنجليزية)
- تشارلز هتشيسون على موقع كينوبويسك (الروسية)